# Lamin (Gambie)
Lamin est un grand village de Gambie, située dans la Western Division. Le village est composé majoritairement de deux clans, les Bojang et les Manneh.
En 2008, le village comptait 31 133 habitants.

## Personnalités
- Ebrima Manneh (1978-2008), journaliste, est né à Lamin.